# Vincent-Hatchette Cabin
 (août 2022).
La Vincent-Hatchette Cabin est une cabane du comté de Larimer, au Colorado, dans le centre des États-Unis. Située sur le plateau appelé Moraine Park et donc protégée au sein du parc national de Rocky Mountain, elle a été construite entre 1925 et 1927. Elle est inscrite au Registre national des lieux historiques depuis le 18 juillet 2022.